# Jessie Ackermann

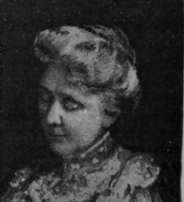
Jessie Ackermann

Jessie Ackermann (* 4. Juli 1857 in Frankfort, Illinois; † 31. März 1951 in Pomona, Kalifornien) war eine US-amerikanische Frauenrechtlerin, Journalistin und Schriftstellerin. Sie war die zweite von der World’s Woman’s Christian Temperance Union (WWCTU) eingesetzte Weltmissionarin und wurde 1891 die erste Präsidentin der föderierten Women’s Christian Temperance Union of Australasia (WCTU), der größten Frauentemperenzlerorganisation Australiens.

## Leben
Ackermann war die Tochter von Charles Ackermann und seiner Frau Amanda, geborene French, sie wuchs in Chicago auf und zog dann nach Kalifornien, wo sie 1880 an der University of California studierte, aber keinen Abschluss machte. 1881 begann sie als Temperance-Organisatorin für den Guttemplerorden in Kalifornien zu arbeiten und wechselte 1888 zur Woman’s Christian Temperance Union. Nachdem sie eine Aufgabe in British Columbia und Alaska unternommen hatte, wurde sie im Oktober 1888 auf dem nationalen Kongress der Woman’s Christian Temperance Union in New York City zur Weltmissionarin gewählt. In den 1920er Jahren lebte sie in Johnson City, Tennessee und in den 1930er Jahren überwiegend in Los Angeles. Sie starb 1951.

## Schriften
- The World through a Woman’s Eyes, Chicago 1896.
- What Women Have Done with the Vote. W.B. Feakins, New York 1913.
- Australia from a woman’s point of view (1913) Cassell & Co Ltd, London, New York, Toronto, Melbourne 1913 ISBN 072690029X.